# 施穆特河 (蓋爾特納赫河支流)
47°42′45″N 10°40′16.8″E / 47.71250°N 10.671333°E

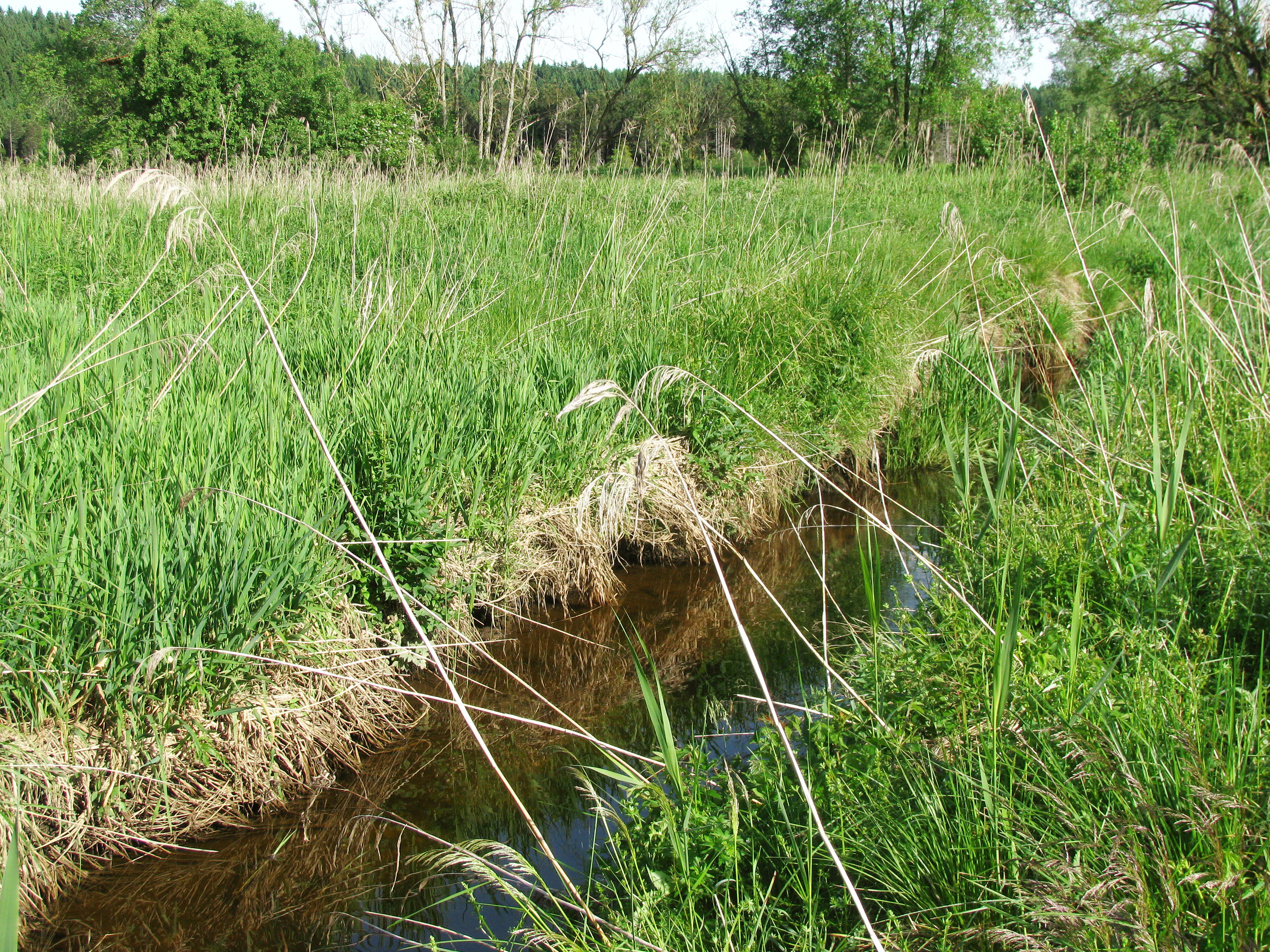

施穆特河是德國的河流，位於該國東南部，由巴伐利亞負責管轄，屬於蓋爾特納赫河的右支流，河道全長8.3公里，流域面積8.8平方公里。